# Projektowanie współbieżne
Projektowanie współbieżne (ang. concurrent engineering, CE) – dziedzina równoległego, zintegrowanego i przewidującego skutki, projektowania produkcji.

## Opis
Metodyka równoległego i zintegrowanego projektowania produkcji pozwala na poprawę konkurencyjności wyrobu poprzez zmniejszenie kosztów, zapewnienie jakości i skrócenie czasu przygotowania produkcji.
Projektowanie CE jest rozwinięciem koncepcji projektowania sytuacyjnego (systemowego) z wyraźnym ukierunkowaniem na paradygmat 6E.
Zmniejszenie kosztów całkowitych ∆K i skrócenie czasu ∆t przy projektowaniu współbieżnym CE wynika z wolniejszego rozwoju tradycyjnego projektowania sekwencyjnego sztucznie podzielonego na pojedyncze fazy o określonych czasach i składającego się z oddzielnych kroków. Czas zakończenia projektowania przy CE musi być zaplanowany.